# 大智路 (台中市區)
大智路、大智北路為台灣台中市的重要道路之一，大致呈弧形，北起南京路往南行，過復興路四段路名改為大智路，過中興路二段後漸往西行，直到明德街接忠明南路為止，全長3公里，大智路9號為台灣日治時期漢詩學者張德豊故居
大智路與復興路交口處是原吳鸞旂故居址（吳鸞旂公館、天外天劇場）。戰後第一任里長張德豊以其鄰近吳鸞旂故居命名為翰第里（2002年2月行政區劃合併為新庄里）。

## 歷史
- 1990年代，臺中縣政府利用八七水災後產生的舊旱溪廢河道在大里鄉計畫闢建新道路。
- 2000年11月，大里市大智路與銜接南區大智路工程完工通車。[2]
- 2002年6月，大智路連接忠明南路工程完工通車。
- 2012年8月13日，原大里區路段與中興路為立體交叉（中興路由大智路上方通過，早期為防洪而興建日新橋，已有50年歷史）[3]開始進行平面交叉改建工程。
- 2013年12月20日，平面交叉改建工程履勘完成並開放通車。[4]
- 2020年9月10日，鐵路高架化就規畫的大智路往北貫通連接武德街（今大智北路）工程，正式貫通開放通車。[5][6]

## 行經行政區域
- 東區
- 大里區

## 車道配置
- 復興路至和平街段雙向四車道；和平街至建成路段雙向二車道。
- 建成路以南段雙向四車道，設置中央綠化安全島。

## 本道路客運
- 本表更新時間為2016年1月3日。

| 編號  | 業者     | 路線                   | 行駛區間       | 備註               |
| ----- | -------- | ---------------------- | -------------- | ------------------ |
| 7     | 東南客運 | 臺中一中—長億高中      | 建成路－日新路 |                    |
| 18    | 統聯客運 | 朝馬轉運站—大智公園    | 復興路－建成路 |                    |
| 51    | 豐原客運 | 莒光新城—圓山新村      | 復興路－建成路 | 經屯區藝文中心     |
| 60    | 臺中客運 | 大智公園－坪頂         | 復興路－仁和路 |                    |
| 89    | 豐榮客運 | 嶺東科技大學－東門橋   | 復興路－建成路 |                    |
| 280   | 豐原客運 | 臺中二中－修平科技大學 | 復興路－建成路 |                    |
| 280區 | 豐原客運 | 臺中二中－一江橋       | 復興路－建成路 | 例假日及寒暑假停駛 |
| 286   | 豐原客運 | 臺中二中－崁頂         | 復興路－建成路 | 經車籠埔           |
| 288   | 豐原客運 | 臺中二中－茅埔         | 復興路－建成路 |                    |
| 289   | 豐原客運 | 臺中二中－東平社區     | 復興路－建成路 |                    |

## 沿線設施
（由北至西）
南京路
大智北路

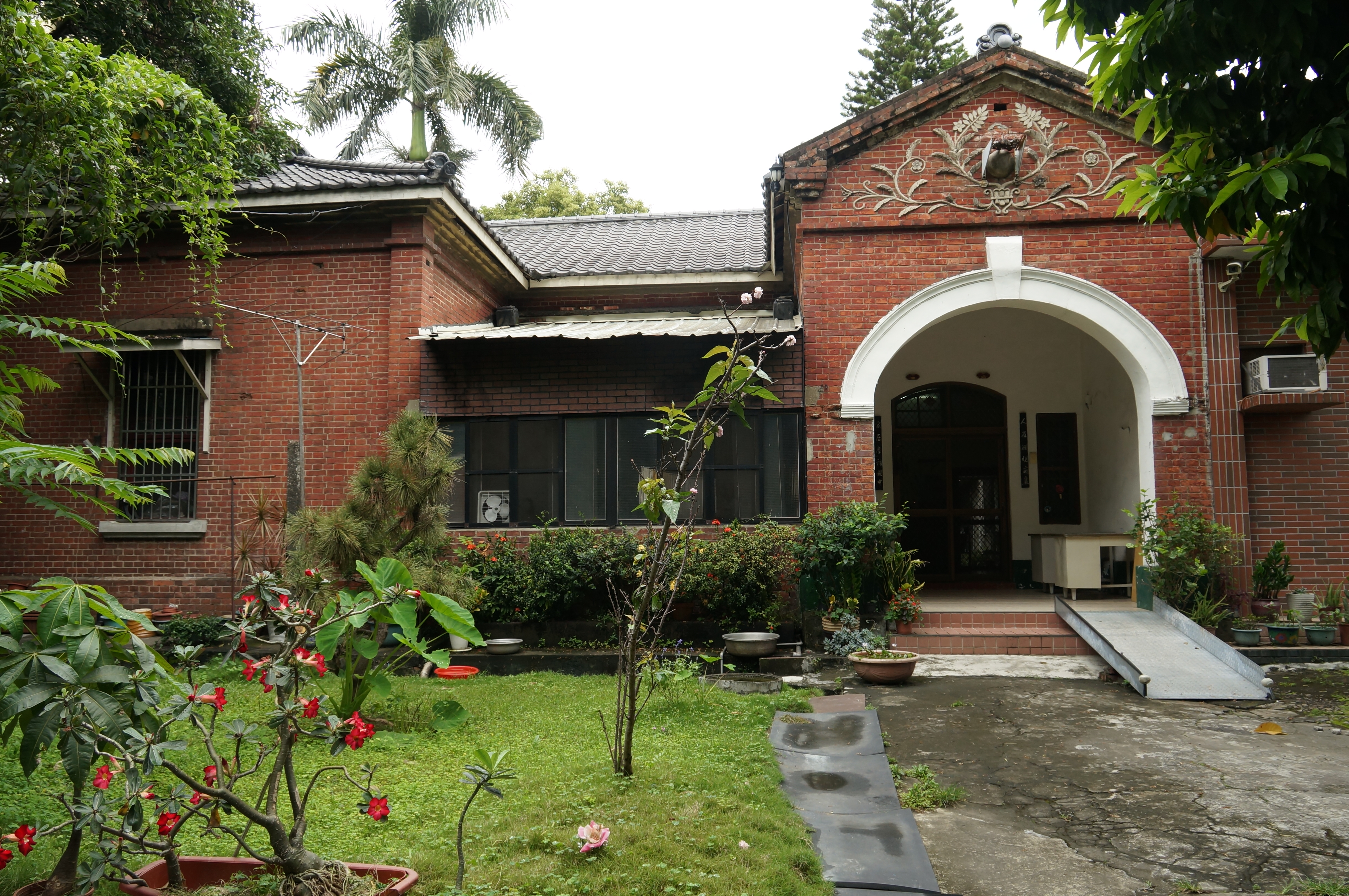
林子瑾故居，曾是櫟社的集會所

- 臺中大車站都市計畫區域（原台中建國市場址、干城商業地區）
- 臺中轉運站

新民街
臺灣鐵路管理局臺中線臺中車站
復興路四段
大智路
- 大魯閣新時代購物中心
- 臺中市新福宮
- 臺中市第二信用合作社大智分社
- 瑾園（林子瑾故居，櫟社集會所）

忠孝路
建成路
- 臺中市第一期市地重劃區
  - 臺中iBike 大智國小
  - 臺中市東區大智國民小學
- 大智公園、東峰公園

東光園路、臺中iBike 東光園大智路口
日新路
- 日新河濱公園
- 正聲廣播電台高架天線
- 舊旱溪

中興路二段
- 鳥竹圍公園
- 中華電信大里分公司

益民路二段
- 臺中市私立明德高級中學

明德街
（往西接忠明南路）